# Apache Axis
Az Apache Axis egy nyílt forráskódú XML alapú webszolgáltatás keretrendszer. A SOAP szerver Java nyelvű és C++ nyelvű implementációját tartalmaz, továbbá számos segédprogramot és APIkat a web szolgáltatás alkalmazások generálásához és telepítéséhez. Az Apache Axis használatával a fejlesztők készíteni tudnak interoperábilis, elosztott számítási alkalmazásokat. Az Axist az Apache Software Foundation keretein belül fejlesztik.

## Axis Java megvalósítása
Az Axis Java verziójának használatakor kétféleképpen lehet a Java kódot webszolgáltatásként kiajánlani. A legegyszerűbb módja az Axis natív JWS (Java Web Service) fájljainak használatán keresztül. A másik lehetőség a egyedi telepítés használata. Az egyedi telepítés lehetővé teszi az erőforrások testre szabását, amit aztán ki lehet ajánlani webszolgáltatásként.
Lásd még: Apache Axis2.

### JWS Web szolgáltatás létrehozása
A JWS fájlok között vannak a Java osztályok forráskódjai is, amelyek kiajánlhatók webszolgáltatásokként. A fő különbség a közönséges java fájlok és a jws fájlok között a fájl kiterjesztés. A másik különbség az, hogy a jws fájlok forráskódként is telepíthetők és nem szükséges lefordítani őket.
A következő példa az Axis felhasználói kézikönyv éből származik. A Calulator osztály add és subtract metódusát fogja kiajánlani webszolgálatatásként.
```
 
public
 
class
 
Calculator
 
{

   
public
 
int
 
add
(
int
 
i1
,
 
int
 
i2
)
 
{

     
return
 
i1
 
+
 
i2
;
 

   
}

 

   
public
 
int
 
subtract
(
int
 
i1
,
 
int
 
i2
)
 
{

     
return
 
i1
 
-
 
i2
;

   
}

 
}

```

#### JWS webszolgáltatás telepítés
Amint az Axis servlet telepítése megtörtént, a jws fájlt csak be kell másolni az Axis könyvtárában a szerveren. Ez Apache Tomcat konténer használatakor működni fog. Más web konténer használatakor, testre szabott WAR archív fájl létrehozása szükséges.

#### JWS webszolgáltatás elérése
A fenti JWS webszolgáltatás következő URL használatával érhető el: http://localhost:8080/axis/Calculator.jws. Testre szabott konfigurációval rendelkező Apache Tomcat vagy egy másik konténer használata esetén az URL ettől különbözhet.

### Testre szabott telepített webszolgáltatás
Testre szabott webszolgáltatás telepítéshez szükséges specifikus telepítési leíró, melyet WSDD (Web Service Deployment Descriptor). Erőforrás specifikációra használható, amely webszolgáltatásként kiajánlható.
A jelenlegi verziója (1.3) támogatja a következőket:
- RPC szolgáltatások
- EJB – állapotmentes (Enterprise JavaBeans)

#### WSDL automatikus generálása
A webszolgáltatás felfedése esetén, az Axis automatikusan generál WSDL fájlt, a webszolgáltatás URL-jének elérésekor, az URL-hez hozzárakva a ?WSDL kiegészítést.

## Axis C++ megvalósítása
Az Axis-CPP kézikönyvben található példa egy egyszerű webszolgáltatás implementációjára és telepítésre az Axis C++-os változatával (webcíme a Külső hivatkozások részben található).
A szükséges lépések:
- wsdl fájl készítése
- kliens és szerver csonk készítése a wsdl2ws használata segítségével
- szerver oldali web szolgáltatás implementációja (pl. a calculator szolgáltatás add metódusa )
- a szerver oldali kód build-elése és a generált deploy.wsdd frissítése a .dll elérési útvonallal
- a bináris telepítése a wsdd-ben meghatározott könyvtárban
- kliens build-elése
- futtatás és kész...

További információk az Axis kézikönyvben találhatók.

## Kapcsolódó technológiák
- Apache Axis2 – az Axis újratervezett/újraírt változata
- Java Web Services Development Pack – webszolgáltatás keretrendszer
- Apache CXF – egy másik Apache webszolgáltatás keretrendszer (régi XFire és Celtix)
- XML Interface for Network Services – RPC/webszolgáltatás keretrendszer
- Web Services Invocation Framework – Java API a webszolgáltatás hívásokra
- webMethods Glue – kereskedelmi webszolgáltatást segítő termék
- AlchemySOAP – nyílt forráskódú C++ webszolgáltatás keretrendszer

## Fordítás
Ez a szócikk részben vagy egészben  az   Apache Axis című angol Wikipédia-szócikk fordításán alapul.  Az eredeti cikk szerkesztőit annak laptörténete sorolja fel. Ez a jelzés csupán a megfogalmazás eredetét és a szerzői jogokat jelzi, nem szolgál a cikkben szereplő információk forrásmegjelöléseként.